# 147 г. пр.н.е.
147 (сто четиридесет и седма) година преди новата ера (пр.н.е.) е година от доюлианския (Помпилийски) римски календар.

## Събития

### В Римската република
- Консули са Публий Корнелий Сципион Емилиан и Гай Ливий Друз.
- Консулът Сципион Емилияан получва командването срещу Картаген в Третата пуническа война и успешно затяга блокадата на града.[1]
- Възход на Вириат като лидер на лузитаните в борбата им с Рим.[1]

### В Гърция
- Римска делегация до Ахейския съюз, предвождана от Луций Аврелий Орест, съобщава желанието на Рим да толерира отцепване на градове от съюза, поради което ахейците обвиняват римляните в опити да разрушат обединението им. От Рим е изпратена втора делегация начело със Секст Юлий Цезар, която след враждебно поведение на ахейския представител Критолай отсъжда спора на Ахейския съюз със Спарта в полза на спартанците и изпраща отчет за действията си до Сената.[1][2]
- Критолай е избран за стратег и налага по-високи данъци на богатите, за да събере средства за армия за война със Спарта, с ясното разбиране че това ще доведе до намесата на Рим.[2]

### В Азия
- Деметрий II (син на Деметрий I) започва война срещу Александър I Балас.[1]